# Théâtre de la Manufacture des Abbesses
Ne doit pas être confondu avec Théâtre des Abbesses.
Le théâtre de la Manufacture des Abbesses est un théâtre de Montmartre situé 7 rue Véron à Paris ouvert en novembre 2006. C'est un théâtre indépendant consacré aux auteurs contemporains, pouvant accueillir 120 personnes. Il est dirigé depuis son ouverture par la comédienne Sophie Vonlanthen et l'auteur Yann Reuzeau.

## Historique
Ancien lieu de travail d'un maréchal-ferrant, le lieu sera ensuite repris par une entreprise de production audiovisuelle. Laissé ensuite à l'abandon, le 7 de la rue Véron sera squatté et saccagé. C'est en 2006 que les actuels propriétaires de ce théâtre ont rénové le bâtiment pour en faire l'actuel théâtre de la Manufacture des Abbesses.

## Accès
Le Théâtre de la Manufacture des Abbesses est accessible par la ligne 12 à la station Abbesses.